# Баварские Альпы
Бава́рские А́льпы (нем. Bayerische Alpen) — горный хребет в южной Германии, в северо-восточной части Альп.

## Описание
Термин «Баварские Альпы» не является строго научным и не фигурирует в классификации Восточных Альп немецким Альпийским союзом: так просто называют часть Северных Известняковых Альп, расположенных на территории Баварии между реками Лех и Залах. Границы Баварских Альп: Западные Рэтские Альпы, Северные Тирольские Известняковые Альпы, Северные Зальцбургские Альпы. «Жемчужина» Баварских Альп — озеро Вальхензе, расположенное в центре хребта и достигающее 192 метров в глубину. В Баварских Альпах функционируют более 30 горнолыжных курортов, стоят несколько живописных древних замков. В долине Берхтесгаден расположены руины резиденции Гитлера в 1933—1945 годах, рядом с ними сохранившийся и отреставрированный чайный домик «Орлиное гнездо». Популярная туристическая достопримечательность — ущелье Брайтахкламм.

### Хребты и вершины
Крупнейшей вершиной Баварских Альп, и вообще всей Германии, является гора Цугшпитце (2962 метра).

В состав Баварских Альп частично входят следующие хребты (после тире указана наивысшая точка на территории Баварии):
- Альгойские Альпы — Хохфроттшпитце[англ.] (2649 метров)
- Аммергауэрские Альпы[нем.] — Кройцшпитце[англ.] (2340 метров)
- Веттерштайн — Цугшпитце (2962 метра)
- Баварские Предальпы[нем.] — Кроттенкопф[англ.] (2086 метров)
- Карвендель — Остлиш-Карвендельшпитце[англ.] (2537 метров)
- Чимгауэрские Альпы[нем.] — Зоннтагсхорн[англ.] (1961 метр)
- Берхтесгаденские Альпы — Вацманн (2713 метров)